# Ali Ahmadzadeh

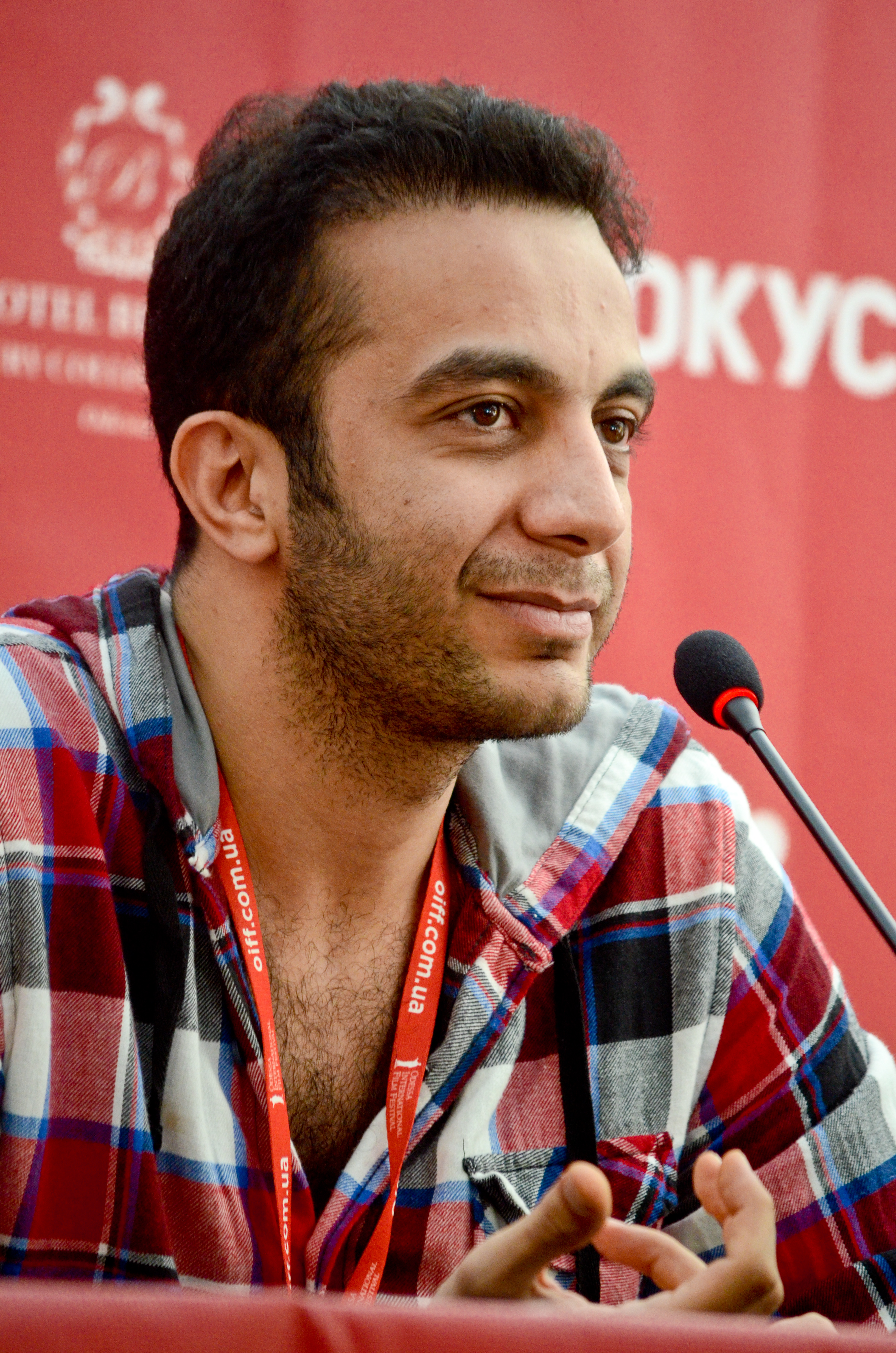
Ali Ahmadzadeh (2015)

Ali Ahmadzadeh (persisch علی احمدزاده; * 1986 in Teheran) ist ein iranischer Filmregisseur. Für seinen Spielfilm Critical Zone (2023) gewann er beim Filmfestival von Locarno den Hauptpreis Goldener Leopard.

## Leben
Ahmadzadeh studierte zunächst Architektur, wechselte jedoch nach einem Zwischenabschluss an die Musikakademie Neinava in Teheran. Von der Iranischen Gesellschaft für jungen Film (Iran Young Cinema Society) erhielt er zudem eine Ausbildung in Filmregie.
Ali Ahmadzadeh darf im Iran nicht offiziell als Filmemacher arbeiten. Seine filmischen Werke thematisieren die Konfrontation der rebellischen Jugend mit dem iranischen „Gottesstaat“. Auch zur Verleihung des Goldenen Leopard 2023 für den Film Critical Zone durfte Ahmadzadeh nicht nach Locarno reisen, stattdessen nahm Produzent Sina Ataeian Dena die Auszeichnung entgegen. Ahmadzadeh drehte den Film mit Laiendarstellern und drei leicht zu versteckenden Mini-Kameras. Zentraler Drehort ist das Auto eines Drogenkuriers, der unter anderem zu einem Transmenschen, einer Flugbegleiterin und dem depressiven Sohn einer verzweifelten Mutter unterwegs ist. Ahmadzadeh zeigt den Alltag einer Gesellschaft, in der Freiheit für viele Menschen ein Traum bleibt. Der Filmkritiker Daniel Kothenschulte sprach von einem „sensationellen Film“.
Am 26. Juli 2025 wurde Ahmadzadeh in seinem Haus von bewaffneten Sicherheitskräften überfallen und geschlagen. Sein Filmequipment und weitere persönliche Gegenstände wurden konfisziert. Ahmadzadeh soll an einem neuen Filmprojekt gearbeitet haben. Iranische Regisseure wie Jafar Panahi und Mohammad Rasoulof äußerten sich solidarisch mit dem Filmemacher. Panahi kritisierte die Aktion auf Instagram als "staatlichen Terrorismus".

## Filmografie
- 2007: Achmaz (Pinned); 11 Min.
- 2009: Avantage (Advantage); 23 Min.
- 2011: Collage; 20 Min.
- 2012: Zanjan; 40 Min.
- 2013: Mehmouniye Kami (Kami's Party); 80 Min.
- 2015: Madar-e ghalb atomi (Atomic Heart Mother, der Filmtitel nimmt Bezug auf das Musikstück Atom Heart Mother von Pink Floyd); 96 Min. (Weltpremiere: Berlinale 2015, Sektion Forum)
- 2023: Mantagheye bohrani (Critical Zone); 99 Min.